# Montellà i Martinet
Montellà i Martinet (spanisch Montellá Martinet) ist eine Gemeinde (Municipio) mit 620 Einwohnern (Stand: 2024) in der Provinz Lleida in der Comarca Cerdanya in Spanien. Die Gemeinde besteht aus den beiden Ortschaften Montellà und Martinet sowie der Weiler Estana.

## Lage
Montellà i Martinet liegt etwa 180 Kilometer nordöstlich von Lleida und etwa 160 Kilometer nördlich von Barcelona in den Pyrenäen einer Höhe von ca. 1160 m nahe der Grenze zu Andorra und Frankreich. Der Segre begrenzt die Gemeinde im Norden. Montellà liegt südlich des Segre, Martinet nördlich des Segre. Das südliche Gemeindegebiet liegt im Parc Natural de Cadi-Moixeró. 

## Einwohnerentwicklung
| 1900 | 1930 | 1950 | 1970 | 1981 | 1991 | 2001 | 2011 | 2021 |
| ---- | ---- | ---- | ---- | ---- | ---- | ---- | ---- | ---- |
| 656  | 622  | 928  | 686  | 540  | 555  | 504  | 683  | 596  |

## Sehenswürdigkeiten
- Kirche Sant Genís in Montellà
- Clemenskirche (Iglesia de Sant Climent) in Estana

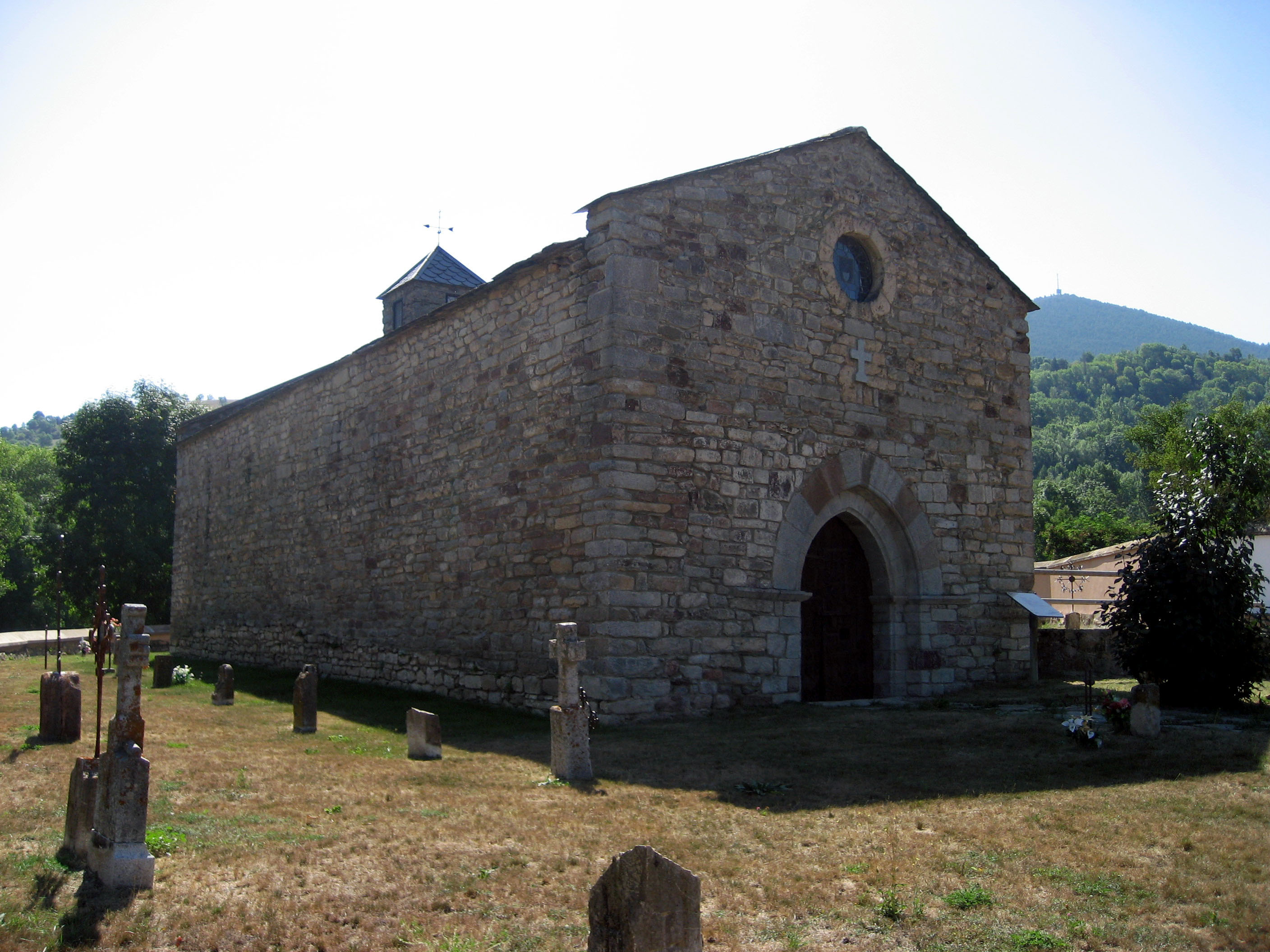
Kirche Sant Genís
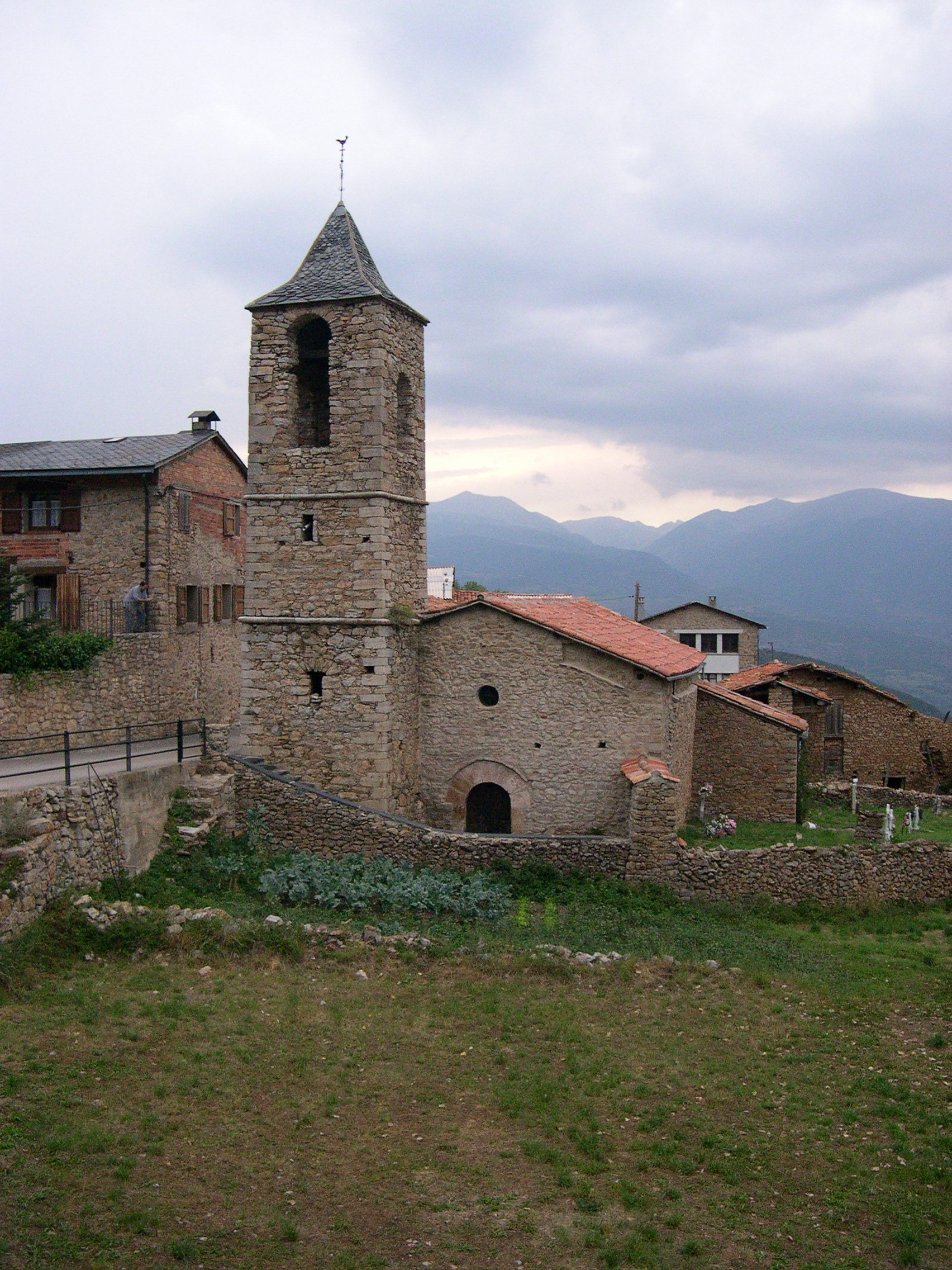
Clemenskirche
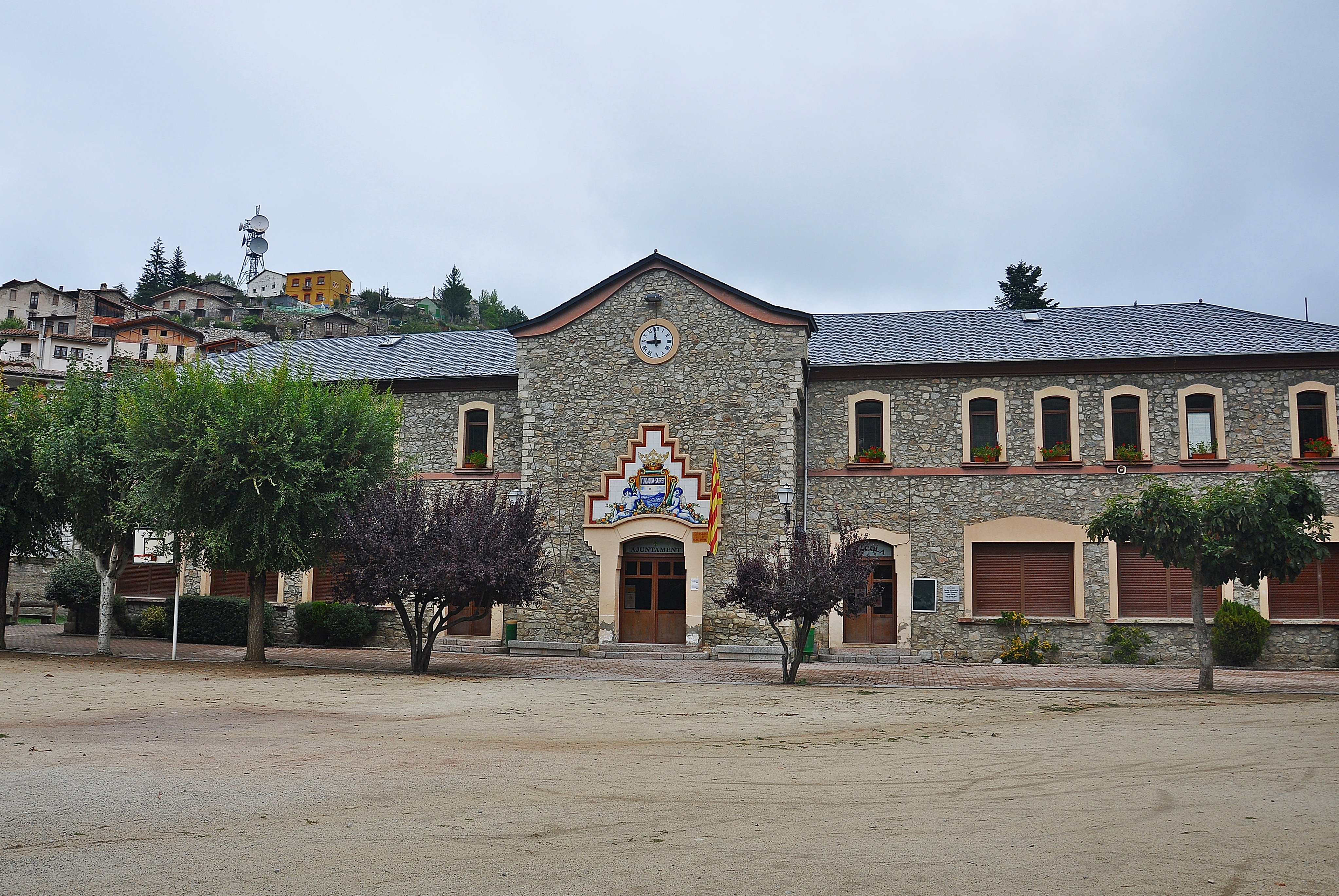
Rathaus